# Holzen (Arnsberg)
Holzen ist ein Stadtteil der Stadt Arnsberg im Hochsauerlandkreis mit 2025 Einwohnern. Um Verwechslungen mit gleichnamigen Orten zu begegnen, wurde er in der Vergangenheit auch „Holzen vorm Luer“ genannt.

## Lage und Gliederung
Das Dorf liegt westlich des Lüerwaldes. Bis zur kommunalen Neugliederung war Holzen eine eigenständige Gemeinde. Im Ort selbst befindet sich das Gut Stiepel. Um den Ort herum liegen zahlreiche Höfe und kleine Dörfer (Ainkhausen, Albringen, Deinstrop, Dreisborn, Kirchlinde, Retringen, Wenningen, Wettmarsen). Auch das Dorf Oelinghauser Heide und das Kloster Oelinghausen gehören zu Holzen, das mit 25,45 km² einer der flächenmäßig größten Stadtteile von Arnsberg ist. Holzen liegt im Westen der Stadt Arnsberg. Östlich von Holzen liegt der Stadtteil Herdringen, im Norden der Stadtteil Voßwinkel. Nach Nordwesten grenzt der Ort an die Stadt Menden (Sauerland) und nach Süden an die Stadt Balve. Um Holzen liegt das Landschaftsschutzgebiet Holzen / Mimberge.

## Geschichte
In der Nähe des Effenberges wurden Hügelgräber und Gräber aus vorgeschichtlicher Zeit gefunden. Der Ort selbst wurde 1173 als Holthusen erstmals im Zusammenhang mit einer Hofübertragung an das Kloster Wedinghausen genannt. Den eigentlichen Kern des Ortes bildeten vier Bauernhöfe und Mimberge, später kamen weitere kleinere Besitzungen hinzu. Für das Jahr 1815 schätzt man die Einwohnerzahl auf 240. Neben den Landwirten lebten im Ort auch ländliche Unterschichten, die sich vielfach vom Wanderhandwerk ernährten.
Als Verwaltungseinheit über den Kernort hinaus entstand Holzen nach 1803 unter der hessischen Herrschaft als ein Schultheißbezirk, der seinerseits der Bürgermeisterei Neheim unterstellt war. Im Jahr 1837 wurde Holzen als politische Gemeinde Teil des neu gegründeten Amtes Hüsten. Zu dieser Zeit hatte Holzen etwa 850 Einwohner. Ohne eine nennenswerte industrielle Entwicklung und ohne Anschluss an die Eisenbahn blieb das Wachstum gering. Im Jahr 1914 war die Einwohnerzahl mit 848 Personen fast genauso groß wie in der ersten Hälfte des 19. Jahrhunderts. Im Jahr 1936 war die Einwohnerzahl dann auf 931 angewachsen.
Erst nach dem Zweiten Weltkrieg haben vor allem der Omnibusverkehr und die individuelle Motorisierung und damit die Pendelmöglichkeiten die Bevölkerung ansteigen lassen. Bereits 1966 lebten 1478 Personen in der Gemeinde, davon etwa die Hälfte im Kernort. Bis 1997 ist die Einwohnerzahl auf etwas mehr als 2000 angewachsen.
Der Ort war Standort des SAS Arnsberg-Holzen.
Am 1. Januar 1975 wurde Holzen in die Stadt Arnsberg eingegliedert.

## Politik

### Wappen
| Wappen der ehemaligen Gemeinde Holzen | Blasonierung: In Blau ein rechtsgewendeter silberner Schlüssel mit einem silbernen Palmenzweig ins Andreaskreuz gestellt. Beschreibung: Der Schlüssel und der Palmenzweig verweisen auf das ehemalige Kloster Oelinghausen, dessen frühere Klosterkirche (dem Heiligen Petrus geweiht) jetzt der Gemeinde als Pfarrkirche dient. Die Farben Blau und Silber sind Kennzeichen des vormaligen Landesherrn, des Grafen von Arnsberg. Die amtliche Genehmigung des Wappens erfolgte am 11. Juli 1962. |